# Kantaksantin
Kantaksantin je karotenoidni pigment, ki je široko razširjen v naravi. Kemična formula kantaksantina je C40H52O2. Število E spojine je E161g.
Sprva je bil izoliran iz užitnih gob, pozneje pa tudi iz zelenih alg, bakterij, rakov, ptic in rib, kot so krapi in špari.

## Kantaksantin kot aditiv
V Združenem kraljestvu zakon dovoljuje uporabo spojine kot aditiv v klobasah ter v krmi postrvi, perutnine in lososov. Največja dovoljena količina v državah Evropske unije je 80 mg/kg.

## Medicinski pomen
Zaužit v prevelikih količinah (npr. v tabletkah za samoporjavitev) se lahko kopiči v podkožnem maščevju in povzroči zlato-oranžno obarvanje kože. Preveliki odmerki so povezani tudi s t. i. kantaksantinsko retinopatijo (nastanek rumenih depozitov na mrežnici), poškodbami jeter ter s koprivnico (urtikarija).